# Luciana Arrighi
Pour les articles homonymes, voir Arrighi.
Luciana Arrighi est une directrice artistique et une costumière italienne née en 1940 à Rio de Janeiro (Brésil).

## Biographie
Luciana Arrighi est la fille d'un diplomate italien et d'une Australienne. Elle a une sœur, Niké Arrighi, qui deviendra actrice et artiste visuelle. Elle étudie les beaux-arts et commence à travailler pour le théâtre en Australie et en Italie. Elle est sélectionnée par la BBC pour participer à un programme d'apprentissage en tant que designer et travaille ainsi pour plusieurs réalisations télé de Ken Russell,
Par la suite, elle passe deux ans à Paris, où elle devient mannequin pour Yves Saint Laurent et apprend beaucoup quant à la création de costumes. À son retour à Londres, elle dessine les costumes pour la production de The Gondoliers pour la Compagnie D'Oyly Carte (en). Puis, lorsque Ken Russell passe de la télévision au cinéma, il lui demande de dessiner les décors de Love.
Elle partagera ensuite son temps entre l'Europe et l'Australie, entre la création de décors et de costumes pour le théâtre, l'opéra ou le cinéma,.

## Théâtre

### Opéra
- 1967 : The Gondoliers, mise en scène d'Anthony Besch, Compagnie D'Oyly Carte (en) (Londres) : costumes
- 1973 : Catilina, mise en scène d'Anthony Besch, Scottish Opera : décors
- 1980 : Death in Venice, mise en scène de Jim Sharman, Festival d'Adélaïde (en) : costumes
- 1981 : La buona figliuola (it), mise en scène de Norman Ayrton Opéra de Sydney : décors
- 1982 : L'Affaire Makropoulos, mise en scène d'Elijah Moshinsky, Festival d'Adélaïde (en) : costumes
- 1983 : Il trovatore, mise en scène d'Elijah Moshinsky, Opéra de Sydney : costumes
- 1984 : Tannhäuser, mise en scène d'Elijah Moshinsky, Royal Opera House (Londres) : costumes
- 1984 : Les Vêpres siciliennes, mise en scène d'Elijah Moshinsky, Grand Théâtre (Genève) : costumes
- 1986 : Rigoletto, mise en scène d'Anthony Besch, Forum Filharmonisch Opera (Enschede) : costumes
- 1987 : Otello, mise en scène de Peter Wood, Wiener Staatsoper : costumes
- 1989 : Un ballo in maschera, mise en scène de John Schlesinger, Festival de Salzbourg : costumes
- 2000 : Peter Grimes, mise en scène de John Schlesinger, La Scala et Los Angeles Opera : direction artistique

## Filmographie (sélection)
- 1969 : Love (Women in Love) de Ken Russell
- 1971 : Un dimanche comme les autres (Sunday Bloody Sunday) de John Schlesinger
- 1978 : La Nuit, un rôdeur (The Night, the Prowler) de Jim Sharman
- 1982 : Starstruck (en) de Gillian Armstrong
- 1988 : Madame Sousatzka de John Schlesinger
- 1992 : Retour à Howards End (Howards End) de James Ivory
- 1993 : Les Vestiges du jour (The Remains of the Day) de James Ivory
- 1995 : Victory de Mark Peploe
- 1995 : Raison et Sentiments (Sense and Sensibility) d'Ang Lee
- 1996 : Surviving Picasso de James Ivory
- 1997 : Oscar et Lucinda (Oscar and Lucinda) de Gillian Armstrong
- 1999 : Anna et le Roi (Anna and the King) d'Andy Tennant
- 1999 : Jakob le menteur (Jakob the Liar) de Peter Kassovitz
- 1999 : Le Songe d'une nuit d'été (A Midsummer Night's Dream) de Michael Hoffman
- 2002 : Possession de Neil LaBute
- 2002 : L'Importance d'être Constant (The Importance of Being Earnest) d'Oliver Parker
- 2004 : Adorable Julia (Being Julia) d'István Szabó
- 2009 : Le Secret de Green Knowe (From Time to Time) de Julian Fellowes
- 2015 : The Daughter de Mitchell Lichtenstein
- 2025 : Freud, la dernière confession (Freud's Last Session) de Matthew Brown

## Distinctions

### Récompenses
- AACTA 1979 : AACTA Award des meilleurs décors pour Ma brillante carrière
- Oscars 1993 : Oscar des meilleurs décors pour Retour à Howards End
- AACTA 1998 : AACTA Award des meilleurs décors pour Oscar et Lucinda
- BAFTA 2003 : British Academy Television Craft Award de la meilleure création des décors pour The Gathering Storm

### Nominations
- Oscar des meilleurs décors
  - 1994 pour Les Vestiges du jour
  - 2000 pour Anna et le Roi
- British Academy Film Award des meilleurs décors
  - en 1970 pour Love
  - en 1993 pour Retour à Howards End
  - en 1996 pour Raison et Sentiments
- AACTA Award des meilleurs décors
  - en 1982 : pour Starstruck (en)